# Mussaenda incana
Mussaenda incana är en måreväxtart som beskrevs av Nathaniel Wallich. Mussaenda incana ingår i släktet Mussaenda och familjen måreväxter. Inga underarter finns listade i Catalogue of Life.